# Louis Tocqué
Louis Tocqué, född den 19 november 1696 i Paris, död där den 10 februari 1772, var en fransk målare.
Tocqué, som var son till en mindre framstående konstnär, började tidigt studera måleri och blev en skicklig porträttmålare. År 1734 blev han medlem av den franska konstakademien och fick snart uppdrag att måla flera medlemmar av det kungliga huset. Han kallades till Sankt Petersburg för att måla kejsarinnan Elisabet och dröjde där 1757–1758. Tocqué reste hem över Stockholm och Köpenhamn och stannade i den senare staden för att måla kungliga familjen. Han besökte Danmark även 1769 och blev då ledamot av dess konstakademi. Främst bland hans målningar står det stora porträttet av Maria Leszczynska i Louvren, ett av det franska 1700-talsmåleriets praktnummer. Andra porträtt finns i Louvren, i Versailles med flera ställen. På Nationalmuseum finns bland annat ett porträtt av Carl Gustaf Tessin i harnesk (1741). Carl Rupert Nyblom skriver i Nordisk familjebok: "Hans förnäma porträtt äro, i Rigauds maner, något pösande, men särskildt de borgerliga bilderna utmärkas för enkel och sann uppfattning, hvarjämte han egde stor förmåga att återge stoffet".